# Лоуренс Блок
Лоуренс Блок (англ. Lawrence Block; нар. 24 червня 1938) — американський письменник. Автор понад 50 романів та 100 оповідань переважно детективного жанру. 
Також писав під псевдонімами Чіп Гаррісон, Пол Кавано, Шелдон Лорд, Ендрю Шоу та ін. Найбільш відомий серіями романів про колишнього нью-йоркського поліціянта Метью Скаддера, букініста-грабіжника Берні Роденбарра та шукача пригод і авантюриста Евана Майкла Таннера.

## Життя і творчість
Лоуренс Блок народився 24 червня 1938 року в Баффало, штат Нью-Йорк, в родині правника Артура Джероніма Блока та його дружини Ленор Гарріет Блок.
1955—1959 роки відвідував Антіохійський коледж у Єллоу-Спрінгз, Огайо, але навчання не закінчив.
Вже п'ятнадцяти років Блок знав, що хоче стати письменником. Свою першу роботу під час канікул 1956 року розпочав як працівник поштового відділу у нью-йоркському видавництві Pines Publication. Влітку наступного року він продав своє перше оповідання, You Can't Loose, в лютому 1958 року воно з'явилося в журналі Manhunt. Гонорар становив 100 доларів, 10 з яких отримала Літературна агенція Скотта Мередіта. У наступні роки він написав багато оповідань для різних детективних журналів, таких, як Alfred Hitchcock's Mystery та Ellery Queen's Mystery Magazine, але знайомство з Мередітом стало визначним, з 1957 по 1958 роки Блок працював редактором в його агенції.
На додачу до кримінальних історій, Блок під різними псевдонімами писав так звані «книги для дорослих», романи, де головною вимогою видавця була одна порнографічна сцена на главу. Ці зазвичай низькопробні ремісничі вироби певний час були основним джерелом доходів Блока і дозволяли утримувати родину. Деякі з них були написані у співавторстві з  Дональдом Вестлейком, який в молоді роки також не гидував цим заробітком і друкувався, наймаючи Блока та інших як «літературних негрів», здебільшого під псевдонімом Алан Маршалл
Певний час Блок соромився зізнаватися в авторстві таких книг, за нечастими виключеннями, як $20 Lust, що з'явився під псевдонімом Ендрю Вайт. Але в останнє десятиріччя він перевидав лесбійські фантазії, написані під псевдо Джилл Емерсон, вже не приховуючи авторства.
До 1975 року детективні романи Блока також виходили під псевдонімами (Пол Кавано, Чіп Харрісон та ін.). Зараз вони перевидаються під його власним ім'ям.
1960 року Блок одружився з Лореттою Енн Калетт, у шлюбі народилося троє дітей: Емі, Джилл, Елісон. Після кількох переїздів родина опинилася в Расині, штат Вісконсин, де Блок з 1964 до 1966 року працював редактором у видавництві Whitman/Western Printing. Натхненний пригодами життя приятеля-нумізмата на ім'я Білл Хіггі (Lincoln W. Higgie) Блок взимку 1965 року написав The Thief Who Couldn't Sleep, перший роман про авантюриста і мандрівника Евана Таннера, який не може спати внаслідок травми, отриманої на корейській війні. Для Блока роман став літературним проривом, на відміну від попередніх творів. що завжди комусь наслідували, Таннер був його першим дійсно незалежним персонажем. Протягом наступних п'яти років пригодницькі романи про Евана Таннера перетворилися на цикл.
Наприкінці 1973 року народився найвідоміший персонаж Лоуренса Блока, колишній нью-йоркський поліціянт, алкоголік і приватний детектив без ліцензії Метью Скаддер. Перші три романи про Скаддера (The Sins of the Fathers, In the Midst of Death та Time to Murder and Create) були надруковані 1976 року.
1973 року в житті Блока трапилася особиста криза, розпався шлюб, споживання алкоголю зростало і вперше в творчій кар'єрі він зіткнувся з проблемами мотивації. 1975 року Блок покинув Нью-Йорк, нетривалий час жив у Лос-Анджелесі, знов повернувся до Нью-Йорка. З роздумів про його можливі життєві перспективи виникла фігура інтелектуального грабіжника Берні Роденбарра, який мимоволі знов і знов стає детективом. 1977 року Блок написав перший роман з цим персонажем, що започаткував майбутню серію іронічних детективів. Одночасно з закінченням творчої кризи скінчилася криза особиста: того ж року Блок остаточно кинув пити. Досвід боротьби з алкоголізмом згодом був використаний у трансформації Метью Скаддера
1983 року Блок одружився з Лінн Вуд. Пара здійснила численні мандрівки світом. Попри зміну резиденцій, Нью-Йорк завжди залишався для письменника рідним містом. Нью-Йорку приділяється так багато уваги в творчості Лоуренса Блока, що його вважають окремим персонажем. Романи про серійних персонажів, чий перелік 1990 року поповнився контрактним вбивцею Келлером, чергуються з романами, що до серій не належать. Серед них особливо визначається критиками та читачами нью-йоркський роман «Мале місто» 2003 року, створений після терактів 11 вересня 2001 року.
Крім художніх творів, Блок опублікував кілька книг про ремесло письменництва, більшість з них ґрунтується на щомісячній колонці, яку він писав протягом чотирнадцяти років у Writers Digest. В них та численних семінарах автор передає свій досвід письменництва

## Нагороди
- 1979 Премія Ніро літературного товариства The Wolfe Pack за Найкращий детектив The Burglar Who Liked to Quote Kipling[11]
- Премія Шамус асоціації Private Eye Writers of America[12]
  - 1983 Найкращий роман Eight Million Ways to Die
  - 1985 Найкраще оповідання By Dawn's Early Light
  - 1994 Найкращий роман The Devil Knows You're Dead
  - 1994 Найкраще оповідання The Merciful Angel of Death
  - 2002 The Eye, нагорода за досягнення протягом життя
  - 2009 The Hammer: персонаж Метт Скаддер Лоуренса Блока
- Премія Едгара Алана По Товариства письменників детективного жанру  Америки (англ. Mystery Writers of America)[13]
  - 1985 Найкраще оповідання By Dawn's Early Light
  - 1992 Найкращий роман A Dance at the Slaughterhouse
  - 1994 Найкраще оповідання Keller's Therapy
  - 1994 звання Grand Master
  - 1998 Найкраще оповідання Keller on the Spot
  - 2017 Найкраще оповідання Autumn at the Automat
- Премія Мальтійський сокіл (Японія) (англ. Maltese Falcon Award)[14]
  - 1987 за роман When the Sacred Ginmill Closes
  - 1992 за роман A Ticket to the Boneyard
- 2001 Премія Ентоні за найкращу антологію/збірку оповідань Master's Choice 2[15]
- 1995 Премія Марлоу (Німеччина) (нім. Marlowe Literaturpreis) за Найкращий іноземний детективний роман The Burglar Who Traded Ted Williams[16]
- 2004 «Діамантовий Кинджал Картьє» (англ. Cartier Diamond Dagger) Асоціації письменників детективного жанру (англ. Crime Writers' Association) Великої Британії за досягнення протягом життя[17]
- 2005 Премія Гамші часопису Mystery Ink за досягнення протягом життя[18]
- 2008 Видатний внесок у жанр. Bouchercon XXXIX[19]

### Романи про Метью Скаддера
- 1976 The Sins of the Fathers
- 1976 In the Midst of Death
- 1977 Time to Murder and Create
- 1981 A Stab in the Dark
- 1982 Eight Million Ways to Die
- 1986 When the Sacred Ginmill Closes
- 1989 Out on the Cutting Edge
- 1990 A Ticket to the Boneyard
- 1991 A Dance at the Slaughterhouse
- 1992 A Walk Among the Tombstones
- 1993 The Devil Knows You're Dead
- 1994 A Long Line of Dead Men
- 1997 Even the Wicked
- 1998 Everybody Dies
- 2001 Hope to Die
- 2005 All the Flowers Are Dying
- 2011 A Drop of the Hard Stuff
- 2011 The Night and the Music (Збірка оповідань)

### Романи про Берні Роденбарра
- 1977 Burglars Can't Be Choosers
- 1978 The Burglar in the Closet
- 1979 The Burglar Who Liked to Quote Kipling
- 1980 The Burglar Who Studied Spinoza
- 1983 The Burglar Who Painted Like Mondrian
- 1994 The Burglar Who Traded Ted Williams
- 1995 The Burglar Who Thought He Was Bogart
- 1997 The Burglar in the Library
- 1999 The Burglar in the Rye
- 2004 The Burglar on the Prowl
- 2013 The Burglar Who Counted the Spoons

### Романи про Евана Таннера
- 1966 The Thief Who Couldn't Sleep
- 1966 The Canceled Czech
- 1967 Tanner's Twelve Swingers
- 1968 The Scoreless Thai, також: Two for Tanner
- 1968 Tanner's Tiger
- 1968 Here Comes a Hero, також: Tanner's Virgin
- 1970 Me Tanner, You Jane
- 1998 Tanner on Ice

### Романи про Чіпа Гаррісона
(під псевдонімом Чіп Гаррісон)
- 1970 No Score
- 1971 Chip Harrison Scores Again
- 1974 Make Out With Murder
- 1975 The Topless Tulip Caper
- 1997 As Dark as Christmas Gets (Збірка оповідань)

### Твори про Джона Келлера

#### Романи
- 1998 Hit Man
- 2000 Hit List
- 2006 Hit Parade
- 2008 Hit and Run
- 2013 Hit Me

#### Повісті та збірки оповідань
- 2009 Keller in Dallas
- 2012 Keller's Adjustment
- 2013 Keller's Therapy
- 2013 Keller's Horoscope
- 2013 Keller on the Spot
- 2016 Keller the Dogkiller
- 2016 Keller in Des Moines
- 2016 Keller's Designated Hitter
- 2016 Keller's Homecoming
- 2016 Keller's Fedora

### Інші твори
- 1961 Cinderella Sims, також: $20 Lust
- 1961 Coward's Kiss, також: Death Pulls a Doublecross
- 1961 Grifter's Game, також: Mona та Sweet Slow Death
- 1961 You Could Call it Murder
- 1965 The Girl With the Long Green Heart
- 1967 Deadly Honeymoon
- 1969 After the First Death
- 1969 The Specialists
- 1969 Such Men Are Dangerous
- 1971 Ronald Rabbit is a Dirty Old Man
- 1971 The Triumph of Evil
- 1974 Not Comin' Home to You
- 1980 Ariel
- 1988 Random Walk
- 2002 Enough Rope: Collected Stories
- 2003 Small Town
- 2007 My Blueberry Nights
- 2014 Borderline
- 2015 The Girl with the Deep Blue Eyes
- 2016 Sinner Man

### Не художні твори
- 1979 Writing the Novel from Plot to Print
- 1981 Telling Lies for Fun & Profit
- 1986 Write for Your Life
- 1987 Spider, Spin Me a Web
- 2015 The Crime of Our Lives
- 2017 The Liar's Bible: A Good Book for Fiction Writers

## Фільмографія

### Сценарії
- 1981: Смертельна забава (The Funhouse), режисер Тоуб Гупер
- 1990: Капітан Америка (Captain America), режисер Альберт П'юн
- 2007: Мої чорничні ночі (My Blueberry Nights), режисер Вонг Карвай

### Екранізації
- 1967: The Antioch Adventure, режисер Marc Stone
- 1972: Nightmare Honeymoon, режисер Elliot Silverstein
- 1986: Eight Million Ways to Die, режисер Гел Ешбі
- 1987: Burglar, режисер Hugh Wilson
- 2007: Contre-Enquête, режисер Franck Mancuso
- 2014: Прогулянка серед могил (A Walk Among the Tombstones), режисер Scott Frank